# ميزا رحيملو
ميزا رحيملو هي قرية في مقاطعة نمين، إيران. عدد سكان هذه القرية هو 51 في سنة 2006.